# Chaîne des Puys

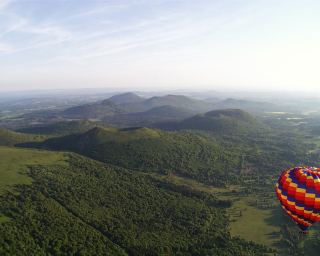
Panorama Chaîne des Puys z widocznym kraterem na pierwszym planie

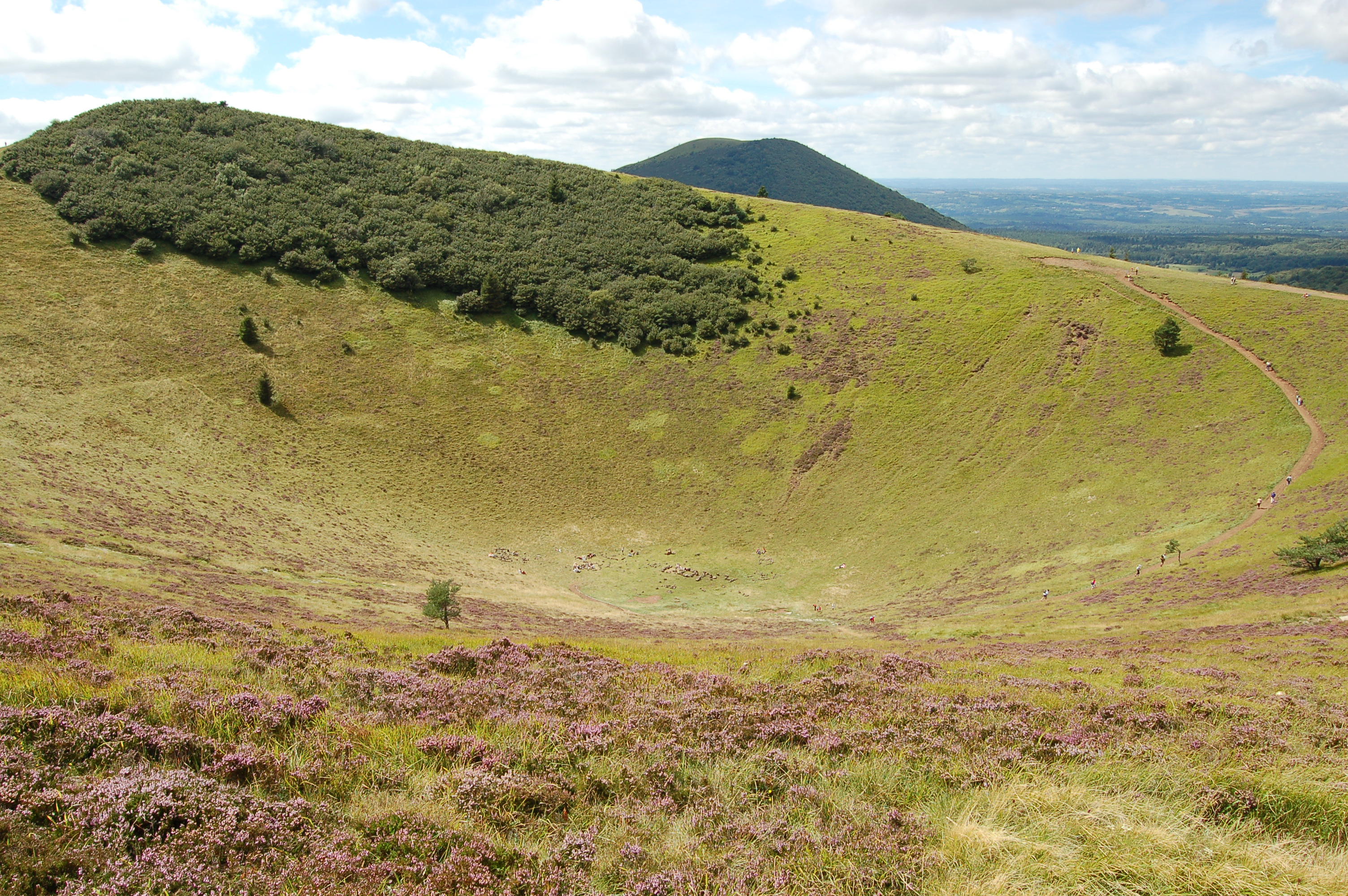
Krater Pariou – wulkan typu strombolijskiego

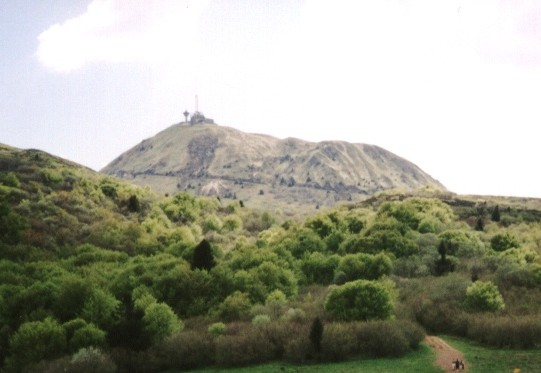
Kopuła Puy de Dôme – wulkan typu peleańskiego

Chaîne des Puys (Monts Dômes) – grupa wulkanicznych szczytów w północnej części Masywu Centralnego, rozciągająca się z północy na południe na długości około 30 km, równolegle do uskoku oganiczającego równinę Limagne. Znajdują się około 10 km na zachód od Clermont-Ferrand w departamencie Puy-de-Dôme (Owernia). 
Grupa ta obejmuje około setki szczytów wulkanicznych, nazywanych puys, których aktywność wulkaniczna datowana jest na czwartorzęd. Najstarsze erupcje miały miejsce 70 tysięcy lat temu, a najmłodsze mniej niż 8 tysięcy lat temu. Większość ze wzniesień nie przekracza 200 m wysokości względnej ponad powierzchnię płaskowyżu, na którym dochodziło do erupcji. Jedynie szczyt Puy de Dôme (1464 m n.p.m.) wznosi się wyżej dominując nad pozostałymi wzniesieniami. 
Można wyróżnić trzy typy wulkanów:
- typu strombolijskiego – najczęściej pojawiający się w tej grupie typ wulkanów w postaci stożka z kraterem; lawa cechuje się wówczas niską lepkością, stąd też jej potoki lawy mogły być dość długie, niekiedy tarasowały one koryta rzeczne, dzięki temu powstały jeziora,
- typu peleańskiego – mają postać kopuły bez widocznego krateru,
- maary.

Obszar Chaîne des Puys wchodzi w skład Regionalnego Parku Przyrody Wulkanów Owernii.